# لويس دل غراندي
لويس دل غراندي (بالإنجليزية: Louis Del Grande) هو كاتب سيناريو وممثل أمريكي، ولد في 23 مارس 1943 في الولايات المتحدة.

## وصلات خارجية
- لويس دل غراندي على موقع IMDb (الإنجليزية)
- لويس دل غراندي على موقع ألو سيني (الفرنسية)
- لويس دل غراندي على موقع أول موفي (الإنجليزية)
- لويس دل غراندي على موقع قاعدة بيانات برودواي على الإنترنت (الإنجليزية)
- لويس دل غراندي على موقع قاعدة بيانات الأفلام السويدية (السويدية)
- لويس دل غراندي على موقع قاعدة بيانات الفيلم (الإنجليزية)
- لويس دل غراندي على موقع كينوبويسك (الروسية)